# Черна Гора (Перницька область)
Че́рна Гора́ (болг. Черна гора) — село в Перницькій області Болгарії. Входить до складу общини Перник.

## Населення
За даними перепису населення 2011 року у селі проживали 302 особи, усі — болгари.
Розподіл населення за віком у 2011 році:
Динаміка населення: